# Campeonato Mundial de Esqui Estilo Livre de 2019 - Moguls masculino
A prova do moguls masculino do Campeonato Mundial de Esqui Estilo Livre de 2019 foi realizada no dia 8 de fevereiro na cidade de Park City,  em Utah, nos Estados Unidos. 

## Medalhistas
| Ouro                   | Prata             | Bronze            |
| Mikaël Kingsbury (CAN) | Matt Graham (AUS) | Daichi Hara (JPN) |

## Resultados
Um total de 44 esquiadores participaram da competição.  A prova ocorreu dia 8 de fevereiro com inicio às 15:25  Os 18 melhores avançaram para a final.

### Qualificação
| Pos. | Bib | Ordem | Nome                    | Nacionalidade  | Corrida 1    | Corrida 2    | Notas        |
| ---- | --- | ----- | ----------------------- | -------------- | ------------ | ------------ | ------------ |
| 1    | 1   | 12    | Mikaël Kingsbury        | Canadá         | 81.29        |              | Q            |
| 2    | 4   | 19    | Ikuma Horishima         | Japão          | 80.83        |              | Q            |
| 3    | 7   | 3     | Daichi Hara             | Japão          | 78.88        |              | Q            |
| 4    | 2   | 16    | Benjamin Cavet          | França         | 78.77        |              | Q            |
| 5    | 3   | 25    | Walter Wallberg         | Suécia         | 77.42        |              | Q            |
| 6    | 5   | 17    | Matt Graham             | Austrália      | 77.02        |              | Q            |
| 7    | 19  | 7     | Hunter Bailey           | Estados Unidos | 76.46        |              | Q            |
| 8    | 14  | 24    | Ludvig Fjällström       | Suécia         | 75.13        |              | Q            |
| 9    | 8   | 22    | Bradley Wilson          | Estados Unidos | 74.21        |              | Q            |
| 10   | 18  | 1     | Philippe Marquis        | Canadá         | 73.52        | 74.30        | Q            |
| 11   | 20  | 21    | Dylan Walczyk           | Estados Unidos | 74.04        | 19.59        | Q            |
| 12   | 10  | 8     | Jimi Salonen            | Finlândia      | 73.80        | 66.58        | Q            |
| 13   | 13  | 28    | Pavel Kolmakov          | Cazaquistão    | 72.80        | 19.51        | Q            |
| 14   | 29  | 4     | Rohan Chapman-Davies    | Austrália      | 70.30        | 72.39        | Q            |
| 15   | 30  | 23    | Max Willis              | Grã-Bretanha   | 23.94        | 72.25        | Q            |
| 16   | 23  | 26    | Motoki Shikata          | Japão          | 72.10        | 71.16        | Q            |
| 17   | 26  | 11    | Goshin Fujiki           | Japão          | 70.38        | 71.45        | Q            |
| 18   | 28  | 15    | Andrey Makhnev          | Rússia         | 71.31        | 27.66        | Q            |
| 19   | 9   | 10    | Casey Andringa          | Estados Unidos | 70.86        | 71.08        |              |
| 20   | 16  | 6     | Jules Escobar           | França         | 70.94        | DNF          |              |
| 21   | 12  | 30    | Oskar Elofsson          | Suécia         | 70.81        | 45.57        |              |
| 22   | 27  | 20    | Thomas Gerken Schofield | Grã-Bretanha   | 70.15        | 67.83        |              |
| 23   | 15  | 18    | Felix Elofsson          | Suécia         | 69.83        | 66.79        |              |
| 24   | 11  | 5     | Laurent Dumais          | Canadá         | 69.36        | DNF          |              |
| 25   | 22  | 29    | Brenden Kelly           | Canadá         | 69.25        | 66.58        |              |
| 26   | 24  | 14    | Nikita Novitsky         | Rússia         | 69.21        | 36.95        |              |
| 27   | 21  | 27    | Brodie Summers          | Austrália      | 68.92        | 66.90        |              |
| 28   | 36  | 40    | Jussi Penttala          | Finlândia      | 68.20        | 56.51        |              |
| 29   | 34  | 35    | Seo Myung-joon          | Coreia do Sul  | 65.92        | DNF          |              |
| 30   | 17  | 13    | James Matheson          | Austrália      | 65.77        | 41.65        |              |
| 31   | 46  | 32    | Nikita Parkachev        | Rússia         | 63.84        | 8.30         |              |
| 32   | 37  | 34    | Topi Kanninen           | Finlândia      | 62.97        | DNF          |              |
| 33   | 42  | 44    | Alexandr Gebert         | Cazaquistão    | 62.50        | 25.13        |              |
| 34   | 31  | 9     | Ilya Chevsky            | Rússia         | 20.53        | 61.03        |              |
| 35   | 40  | 37    | Wil Willis              | Grã-Bretanha   | DNF          | 60.12        |              |
| 36   | 39  | 39    | Zhao Yang               | China          | 43.76        | 51.44        |              |
| 37   | 35  | 41    | Daniel Honzig           | Chéquia        | 47.08        | 43.33        |              |
| 38   | 38  | 42    | Chen Kang               | China          | 36.66        | 42.06        |              |
| 39   | 44  | 38    | Mathew Retzer           | Chéquia        | 39.14        | 40.38        |              |
| 40   | 41  | 33    | Oleh Masyra             | Ucrânia        | 14.39        | 38.33        |              |
| 41   | 45  | 43    | Dong Mingwei            | China          | 38.14        | DNF          |              |
| 42   | 47  | 31    | Wang Haoran             | China          | 4.47         | 27.74        |              |
| 43   | 32  | 2     | Sergey Romanov          | Cazaquistão    | 22.95        | 8.29         |              |
| 44   | 43  | 36    | William Feneley         | Grã-Bretanha   | Não terminou | Não terminou | Não terminou |

### Final
A final foi iniciada às 19:30. 
| Pos.              | Bib | Nome                 | Nacionalidade  | Corrida 1 | Corrida 2 |
| ----------------- | --- | -------------------- | -------------- | --------- | --------- |
| Medalha de ouro   | 1   | Mikaël Kingsbury     | Canadá         | 83.60     | 84.89     |
| Medalha de prata  | 5   | Matt Graham          | Austrália      | 82.97     | 81.94     |
| Medalha de bronze | 7   | Daichi Hara          | Japão          | 79.06     | 81.66     |
| 4                 | 4   | Ikuma Horishima      | Japão          | 81.29     | 81.30     |
| 5                 | 2   | Benjamin Cavet       | França         | 81.38     | 81.02     |
| 6                 | 18  | Philippe Marquis     | Canadá         | 79.64     | 79.50     |
| 7                 | 10  | Jimi Salonen         | Finlândia      | 78.46     |           |
| 8                 | 20  | Dylan Walczyk        | Estados Unidos | 76.29     |           |
| 9                 | 3   | Walter Wallberg      | Suécia         | 75.89     |           |
| 10                | 23  | Motoki Shikata       | Japão          | 74.68     |           |
| 11                | 28  | Andrey Makhnev       | Rússia         | 73.57     |           |
| 12                | 19  | Hunter Bailey        | Estados Unidos | 71.45     |           |
| 13                | 26  | Goshin Fujiki        | Japão          | 70.63     |           |
| 14                | 29  | Rohan Chapman-Davies | Austrália      | 70.47     |           |
| 15                | 30  | Max Willis           | Grã-Bretanha   | 67.62     |           |
| 16                | 13  | Pavel Kolmakov       | Cazaquistão    | 47.57     |           |
| 17                | 8   | Bradley Wilson       | Estados Unidos | 45.78     |           |
| 18                | 14  | Ludvig Fjällström    | Suécia         | 38.12     |           |

Legenda
| Recorde mundial       | Recorde mundial (World record)               |                       | Recorde africano                      | Recorde africano (African) |                                           | Q | Classificado por posição (Qualified) |
| Recorde do campeonato | Recorde do campeonato (Championship record)  | Recorde da América    | Recorde da América (Americas)         | q                          | Classificado por melhor tempo (Qualified) |   |                                      |
| Melhor marca do ano   | Melhor marca do ano (World leading)          | Recorde asiático      | Recorde asiático (Asian)              | DNS                        | Não largou (Did not start)                |   |                                      |
| Recorde nacional      | Recorde nacional (National record)           | Recorde europeu       | Recorde europeu (European)            | DNF                        | Não terminou (Did not finish)             |   |                                      |
| Recorde pessoal       | Recorde pessoal do atleta (Personal best)    | Recorde da Oceania    | Recorde da Oceania (Oceania)          | DSQ / DQ                   | Desclassificado (Disqualified)            |   |                                      |
| Recorde da temporada  | Recorde da temporada do atleta (Season best) | Recorde sul-americano | Recorde sul-americano (South America) | NM                         | Sem marca (No mark)                       |   |                                      |